# Björn Phau
Björn Phau (Darmstadt, 4 d'octubre de 1979) és un jugador professional de tennis alemany ja retirat.
No va aconseguir guanyar cap títol en el circuit ATP tot i ser finalista en una ocasió en dobles. El seu millor rànquing fou la 59ena posició individual i la 55ena en dobles.
És fill de pare indonesi i mare alemanya.

## Palmarès

### Dobles: 1 (0−1)
| Resultat  | Núm. | Data              | Torneig         | Superfície   | Parella        | Oponents                     | Marcador |
| --------- | ---- | ----------------- | --------------- | ------------ | -------------- | ---------------------------- | -------- |
| Finalista | 1.   | 1 de maig de 2006 | Múnic, Alemanya | Terra batuda | Alexander Peya | Andrei Pavel Alexander Waske | 4−6, 2−6 |

## Trajectòria

### Individual
| Obert d'Austràlia | Q1  | Q3  | Q1  | 1R  | Q1  | 2R | 2R | 1R  | Q1  | 1R  | Q2  | 1R  | 1R | 1R  | 0 / 8 | 2 − 8 |
| Roland Garros | 1R  | A   | Q2  | Q3  | Q3  | 1R | 1R | A   | Q3  | A   | Q1  | 1R  | 1R | A   | 0 / 5 | 0 − 5 |
| Wimbledon | Q2  | Q1  | A   | Q1  | A   | 1R | 1R | A   | A   | 1R  | Q2  | Q1  | 2R | A   | 0 / 4 | 1 − 4 |
| US Open | Q2  | 2R  | Q2  | Q2  | Q1  | 2R | 2R | 1R  | 1R  | 1R  | 1R  | A   | 2R | A   | 0 / 8 | 4 − 8 |
| Rànquing a final d'any | 208 | 183 | 148 | 158 | 136 | 87 | 77 | 183 | 120 | 111 | 102 | 156 | 75 | 316 |       |       |
| Llegenda: G: Guanyador; F: Finalista; SF: Semifinalista; QF: Quarts de final; Q: Qualificació; A: Absent; RR: Round Robin |     |     |     |     |     |    |    |     |     |     |     |     |    |     |       |       |